# Synemon leucospila
Synemon leucospila is een vlinder uit de familie Castniidae. De soort komt voor in het Australaziatisch gebied.
De wetenschappelijke naam van de soort werd in 1891 gepubliceerd door Meyrick.